# Tuinmorielje
De Tuinmorielje (Morchella vaporaria) is een schimmel behorend tot de familie Morchellaceae. Hij leeft op humeus zand in parken.

## Verspreiding
In Nederland staat de tuinmorielje op de rode lijst in de categorie verdwenen. Hij is anno 2025 alleen bekend uit Oegstgeest en Nijmegen.